# Irisches Tagebuch
Irisches Tagebuch ist der Titel eines halbdokumentarischen Reiseberichts von Heinrich Böll aus dem Jahr 1957. Das Buch basiert in weiten Teilen auf „Irland-Impressionen“, die Böll zuvor unter anderem in der Frankfurter Allgemeinen Zeitung veröffentlicht hatte.

## Inhalt
Bevor Böll das Buch schrieb, hielt er sich mehrere Monate in Irland, unter anderem im County Mayo, auf. Seine Eindrücke hat er in 18 durchgestalteten Texten festgehalten, die zum größten Teil (von 1954 an) zuerst in Zeitungen veröffentlicht und anschließend in eine zusammenhängende Komposition eingebracht wurden. Den eher poetischen als journalistischen Anspruch bekräftigt Böll mit dem Motto: „Es gibt dieses Irland: wer aber hinfährt und es nicht findet, hat keine Ersatzansprüche an den Autor.“ Gewidmet ist die Buchausgabe dem Mitherausgeber der Frankfurter Allgemeinen Zeitung: „Ich widme dieses kleine Buch dem, der mich anregte, es zu schreiben: Karl Korn.“ Für die von 1961 an erscheinende dtv-Ausgabe hat Böll diese Widmung gestrichen. Sie wurde später wieder eingesetzt.
Das Buch beschreibt Irland zu einer Zeit, als es noch eines der ärmsten Länder Westeuropas in fast isolierter Randlage war. Den Hintergrund der Erzählungen bilden die Rückständigkeit der Infrastruktur, die traditionelle Religiosität der Iren und der Aderlass durch Auswanderung nach Großbritannien und Übersee. 

## Rezeption
In einer Besprechung des Buches in der Stuttgarter Zeitung hieß es, sein Geheimnis sei, „daß kaum ein Wort über die verzwickte Ökonomie und die noch verzwicktere Geschichte des kleinen Staates gesagt wird und daß dennoch das ganze Irland in diesem Tagebuch eingefangen zu sein scheint“.
Carl Zuckmayer schrieb 1968 über das Irische Tagebuch: „Ich halte dieses Buch für eines der schönsten und wertvollsten, die in den letzten fünfzig Jahren geschrieben worden sind.“ Zuckmayer schätzte an Böll vor allem „die Einfachheit, Klarheit, Genauigkeit seiner Sprache“.

## Ausgaben
- Der Erstdruck erschien 1957 bei Kiepenheuer & Witsch. Für einen 1959 veröffentlichten Neudruck hat Böll den Text noch einmal durchgesehen und überarbeitet.
- 1961 kam das Irische Tagebuch als Nummer 1 im Gesamtkatalog des Deutschen Taschenbuch Verlages heraus. In dieser Ausgabe wurde auf Wunsch des Autors die Widmung an Karl Korn eliminiert. – 1991 nahm Annemarie Böll, die Witwe des Autors, für eine Million verkaufte Exemplare das „Goldene dtv-Taschenbuch“ entgegen. Die dtv-Ausgabe wird laufend wieder aufgelegt als: Heinrich Böll: Irisches Tagebuch. dtv, München, ISBN 3-423-00001-5. – In die 47., neu durchgesehene Auflage der dtv-Ausgabe (Februar 1997, also nach Bölls Tod) wurde die Widmung an Karl Korn wieder aufgenommen.
- In die Insel-Bücherei, DDR-Verlagshaus Leipzig, wurde der Text 1965 als IB 498/2 mit einer Lizenz von Kiepenheuer & Witsch aufgenommen und erreichte dort in zwei Auflagen das 50. Tsd., wobei der Widmungstext für Karl Korn und der „Gewährleistungsausschluss“ enthalten sind.
- Basierend auf dem Band der Insel-Bücherei 498/2 wurde der Text 1989 unverändert in einen Doppelband (2. Autor war Elias Canetti) des Verlags Deutsche Zentralbücherei für Blinde zu Leipzig aufgenommen, der für Sehschwache im Großdruck erschien.
- Band 10 der Kölner Böll-Ausgabe, hrsg. von Viktor Böll, Kiepenheuer & Witsch 2005. [In dieser Ausgabe wurden viele Kursivierungen von Buchtiteln, Zitaten, vorgeprägten Sprachformeln usw. beseitigt oder verändert. Siehe dazu den Aufsatz von W. Bellmann.]
- Eine gebundene Sonderausgabe mit Materialien, zahlreichen Fotos und Nachwort zum 50. Jahrestag der Erstausgabe erschien im März 2007 beim Verlag Kiepenheuer & Witsch in Köln, herausgegeben von René Böll und Jochen Schubert, ISBN 3-462-03797-8.
- 2003 erschien eine vom Autor selbst gelesene Hörbuch-Ausgabe: Heinrich Böll: Haus ohne Hüter. Irisches Tagebuch. Nicht nur zur Weihnachtszeit u. a. 4 CDs, Der Hörverlag, München 2003, ISBN 3-89940-069-0.
- 2011 gab dtv zum 50. Jahrestag der Taschenbuchausgabe eine Jubiläums-Edition heraus, ISBN 978-3-423-19504-1.
- 2022 erschien im Wallstein Verlag Göttingen eine von Klaus Detjen  bibliophil gestaltete Ausgabe, ISBN 978-3-8353-5301-5.

Böll schrieb 1967 einen ergänzenden Essay über die Entwicklung Irlands in der Zwischenzeit, betitelt mit Dreizehn Jahre später. In aktuellen Ausgaben ist dieser Essay mit abgedruckt.

### Rezensionen
- [anonym]: Neu in Deutschland. In: Der Spiegel. 11. Jg. Nr. 26. 26. Juni 1957.
- Rolf Becker: Weil nichts geschah. Heinrich Bölls "Irisches Tagebuch". In: Kölner Stadt-Anzeiger. 18. Mai 1957.
- Günter Blöcker: Heinrich Böll und Irland. In: Der Tagesspiegel. (Berlin). 21. Juli 1957.
- Helmut M. Braem: Heinrich Böll gelobtes Land. Zu seinem "Irischen Tagebuch". In: Stuttgarter Zeitung. 11. Mai 1957.
- Curt Hohoff: Bölls "Irisches Tagebuch". Ein Autor hat sich freigeschrieben. In: Rheinischer Merkur. (Koblenz/Bonn). 12. Juli 1957.
- Walter Widmer: Ein bedeutsames "Tagebuch". In: Basler Nachrichten. 7. Juni 1957.
- Georg Rosenstock: Manche Länder muß man dreimal sehen. In: Die Welt. (Ausgabe Berlin-West; Essen). 8. Juni 1957.

### Forschungsliteratur
- Werner Bellmann: Heinrich Bölls „Irisches Tagebuch“. Kritische Anmerkungen zur Neuedition in der Kölner Ausgabe. In: Wirkendes Wort. 60, Heft 1, 2010, S. 157–165.
- Gisela Holfter: Heinrich Böll’s „Irisches Tagebuch“ in Context. WVT, Trier 2010.
- Thorsten Päplow: „Faltenwürfe“ in Heinrich Bölls Irischem Tagebuch. Untersuchungen zu intertextuellen, poetologischen, stilistischen und thematischen Aspekten als Momente einer textimmanenten Strategie der „Bedeutungsvervielfältigung“. Iudicium, München 2008/2023 (Perspektiven. Nordeuropäische Studien zur deutschsprachigen Literatur und Kultur Bd. 3). ISBN 978-3-89129-860-2 (lizenzfrei open access)
- Wolfdietrich Rasch: Zum Stil des „Irischen Tagebuchs“. In: Marcel Reich-Ranicki (Hrsg.): In Sachen Böll – Ansichten und Einsichten. Köln 1968, S. 259–267.

### Allgemeine Darstellung aus heutiger Sicht (2023)
- Michael Marek und Anja Steinbuch: Flucht aus dem eigenen Land. Heinrich Böll zog sich oft an die raue irische Westküste zurück. Dort traf er auf eine andere Welt als die des deutschen Wirtschaftswunders. In: nd-der Tag vom 31. Januar 2023, S. 3 (ganzseitige Darstellung mit drei Fotos zu Bölls Aufenthalten und den Menschen, die er dort kennenlernte, zum Teil auch mit Erinnerungen von deren Nachfahren)